# Ponte Aizhai
Il Ponte Aizhai (cinese: 矮寨 大桥) è un ponte sospeso
situato a Jishou, Hunan in Cina.

## Descrizione
Attraversato dalla superstrada Baotou – Maoming G65, fu costruito come parte di un'autostrada che collega la municipalità di Chongqing a Changsha.
Con la campata principale di 1 146 metri e un'altezza di 336 metri, nel 2013 era il tredicesimo ponte più alto del mondo. Il ponte è dotato di un sistema d'illuminazione composto da 1888 pali per aumentare la visibilità di notte. 
La costruzione del ponte Aizhai iniziò nell'ottobre 2007 e fu completata alla fine del 2011. Il ponte è stato temporaneamente aperto ai pedoni durante il Festival di Primavera 2012 ed è stato ufficialmente aperto al traffico nel marzo 2012. 
Il ponte è stato costruito con il finanziamento di un prestito di 208 milioni di dollari della Asian Development Bank; inoltre, fu progettato per ridurre il tempo di viaggio tra Jishou e Chadong da 4 ore a meno di 1 ora.